# Hormon juwenilny

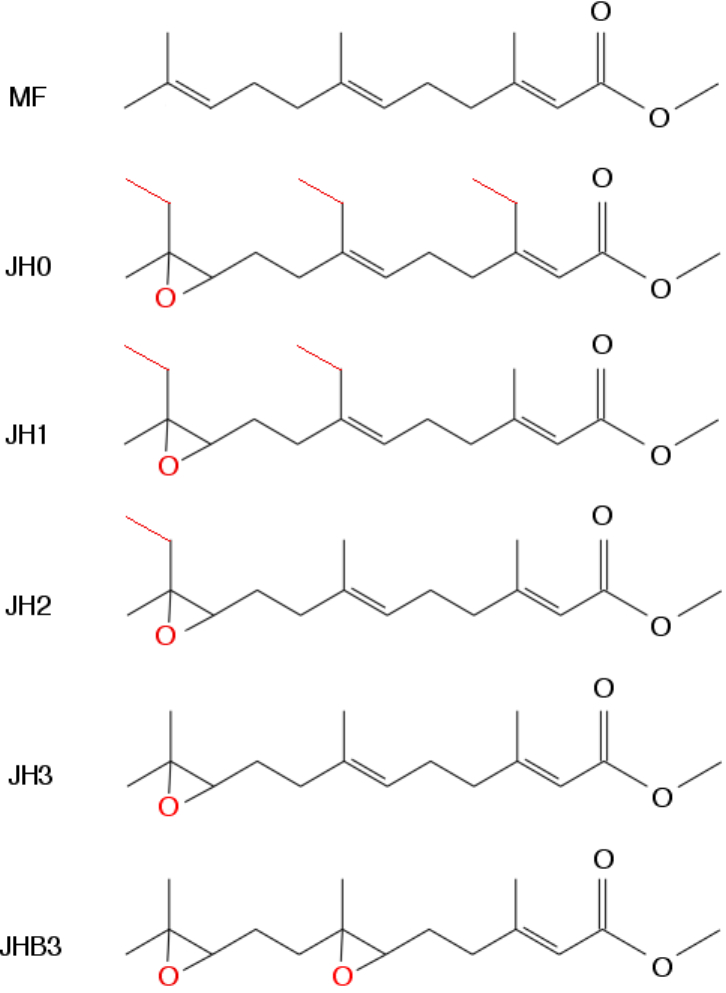
Wzory chemiczne różnych form hormonu juwenilnego.

Hormon juwenilny (ang. juvenile hormone, JH) -  hormon wytwarzany przez związane z układem nerwowym ciała przyległe (łac. corpora allata) larw, przedpoczwarek, poczwarek i dorosłych owadów. Pod względem chemicznym hormon juwenilny jest pochodną kwasu dodekadienowego lub tridekadienowego. Hormon ten reguluje przeobrażanie się owadów.
Najważniejszą funkcją hormonu juwenilnego jest kontrola rozwoju larwalnego owadów – hamuje on przepoczwarczenie, jednocześnie sprzyjając wylinkom i wzrostowi. Jednakże rola spełniana u larw nie jest jedyną – hormon ten reguluje także rozmnażanie, a w szczególności witellogenezę i oogenezę.
Nazwa „hormon juwenilny” opisuje w gruncie rzeczy grupę hormonów o podobnym działaniu i podobnej budowie chemicznej – wszystkie hormony juwenilne są pochodnymi terpenoidowymi posiadającymi jedną lub dwie grupy epoksydowe. U większości owadów występuje jedynie forma JH3, niemniej jednak u muchówek główną rolę odgrywa forma JHB3, zaś motyle wykorzystują kilka zróżnicowanych form (JH0, JH1, JH2 oraz JH3).
Hormon ten jest wytwarzany przez związane z mózgiem ciałka przyległe. Droga jego biosyntezy jest dobrze znana i ewolucyjnie pochodzi od szlaku biosyntezy steroli (który został przez owady utracony), substratem do syntezy jest kwas octowy skoniugowany z koenzymem A. Wydzielanie hormonu juwenilnego jest kontrolowane przez neuropeptydy takie jak allatotropiny (pobudzające jego wydzielanie) oraz allatostatyny (hamujące). Rozkład hormonu juwenilnego wymaga aktywności JH-esterazy oraz JH-epoksyhydrolazy, które to enzymy są szczególnie aktywne w okresie linień larwalnych.
Podstawową funkcją hormonu juwenilnego jest utrzymywanie charakteru larwalnego owadów podczas wylinki – zaś znaczne obniżenie jego poziomu pozwala na przepoczwarczenie. JH działa w kooperacji z ekdyzonem, hormonem linienia. U dorosłych samic owadów hormon juwenilny powoduje syntezę witellogeniny przez ciało tłuszczowe, która następnie transportowana jest wraz z hemolimfą do jajnika, gdzie służy do produkcji żółtka. Mechanizm działania hormonu (wykorzystywana przezeń wewnątrzkomórkowa kaskada sygnalizacyjna) nie jest na razie poznany.
Hormon juwenilny znajduje się także w mleczku pszczelim.